# اوشیروکو
اوشیروکو (به ژاپنی: 汁粉 Shiruko) یکی از انواع واگاشی (شیرینی ژاپنی) است.